# Poolfiguur

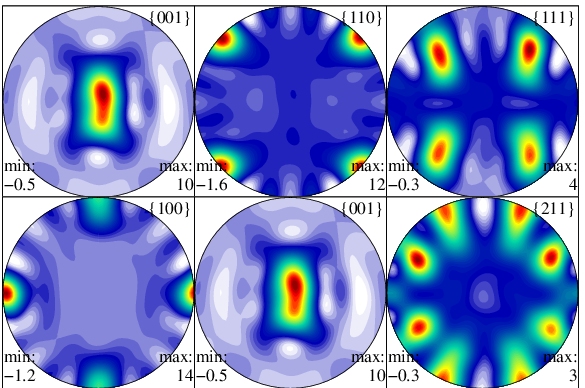
Poolfiguur of contour plot van de kristallografische textuur van gamma-TiAl in een alfa2-gamma-legering, gemeten door hoge energie röntgenstralen.

Een poolfiguur is een grafische weergave van de oriëntatie van een vlak in de ruimte. Het wordt met name gebruikt binnen het vakgebied van de kristallografie, waar poolfiguren kunnen helpen om uit te zoeken wat de textuur is in een materiaal. Er wordt een wordt stereografische projectie en een computer of een Wulff-net gebruikt om de kristallografische oriëntaties weer te kunnen geven in een 2D-figuur in de vorm van een cirkel. Een Wulff-net is een speciaal soort papier met een assenstelsel en gradenbogen, die wordt gebruikt bij het aflezen van stereografische projecties. Poolfiguren werden voor het eerst gebruikt door de Duitse metallurg Franz Wever in 1924.

## Opbouw
Een poolfiguur is ongeveer als volgt op te bouwen:
Stel je een willekeurige eenheidscel voor, bijvoorbeeld een primitief kubische cel, en plaats deze cel in het midden van een bol. Kies vervolgens een vlak {\displaystyle (e_{1},e_{2})} waarvan je wilt uitzoeken hoe deze in je materiaal aanwezig is, en teken de normaal van dat vlak, precies door het midden van de bol. Het punt waar de normaal de bol raakt, wordt de pool {\displaystyle P_{1}} genoemd. In de eerste afbeelding hieronder is beide keren dezelfde eenheidscel gegeven. Het linkerplaatje toont de pool {\displaystyle P_{1}} die ontstaat wanneer de normaal van het (001)-vlak wordt getekend, het rechterplaatje toont de pool {\displaystyle Q_{1}} die behoort bij het (010)-vlak.
Ieder polykristallijn materiaal bestaat uit meerdere kristallen. Elk kristallietje bestaat uit een groep eenheidscellen die zich in dezelfde stand bevinden. De verschillende kristallietjes kunnen onderling echter volkomen verschillende standen hebben. Wanneer er een vlak is uitgekozen om te onderzoeken, kan van elk kristallietje de pool op de bol worden weergegeven. Aan de hand van een stereografische projectie, zoals in de derde afbeelding, kan nu de bovenste helft van de bol worden "platgeslagen". Voor een pool {\displaystyle P_{1}} op de bovenste helft van de 3D-bol wordt zo de locatie op een 2D-cirkel vastgesteld. Als dat gebeurt voor alle oriëntaties van ieder kristallietje afzonderlijk dan kunnen er plaatjes verschijnen zoals in de tweede afbeelding hieronder. Het linkerplaatje toont een materiaal waarbij de kristallietjes allemaal een willekeurige oriëntatie hebben en de poolpunten willekeurig verspreidt zijn over het poolfiguur. Het rechterplaatje toont een materiaal met een sterke voorkeursoriëntatie, waardoor er meerdere poolpunten bij elkaar zijn afgebeeld. Voor het berekenen van al deze verschillende poolpunten voor het poolfiguur kan een computer worden gebruikt. Er kan ook een Wulff-net, een speciaal soort papier met een assenstelsel en gradenbogen, worden gebruikt bij het aflezen van de stereografische projecties om snel met de hand de poolpunten te vinden. Vaak worden de uiteindelijke poolfiguren afgebeeld zoals in het tweede plaatje of zoals in het vijfde plaatje. In het vijfde plaatje is een poolfiguur weergeven waar de concentratie van poolpunten van een vlak (hier 002) met behulp van kleuren en contourlijnen is uitgedrukt, net als bij een isopleet. Deze manier van poolweergave wordt een contour plot genoemd.

De opbouw van een poolfiguur
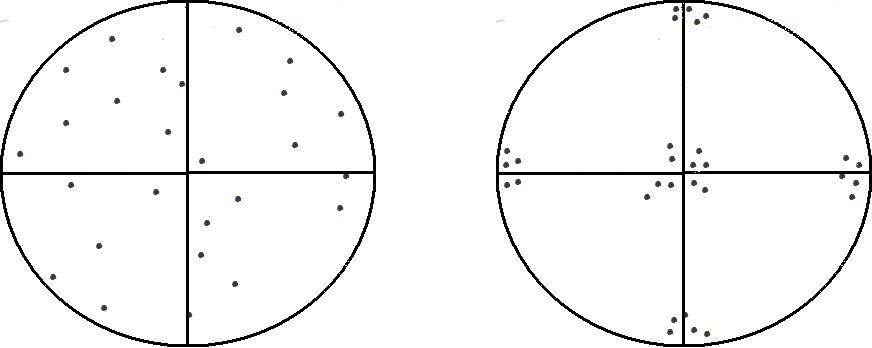
2D-poolfiguur van de kristaloriëntaties in een substraat.

Stereografische projectie van pool {\displaystyle P_{1}}.

De 4 stappen van het gebruik van een Wulff-net om de waarden van de stereografische projectie makkelijk af te kunnen lezen en een poolfiguur op te stellen.
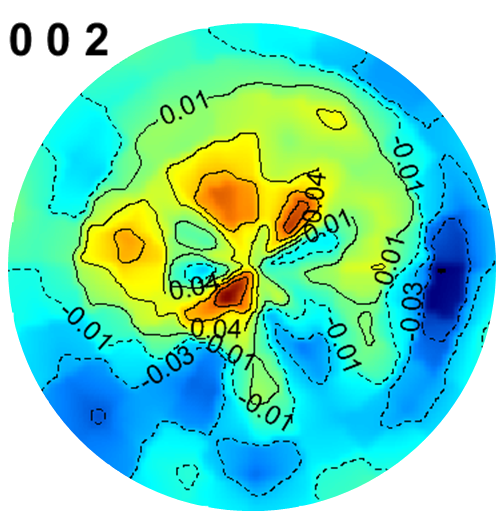
Uiteindelijke poolfiguur in de vorm van een isopleet waarbij de concentratie poolpunten met contourlijnen wordt weergeven. Dit wordt een contourplot genoemd.

## Onderzoek

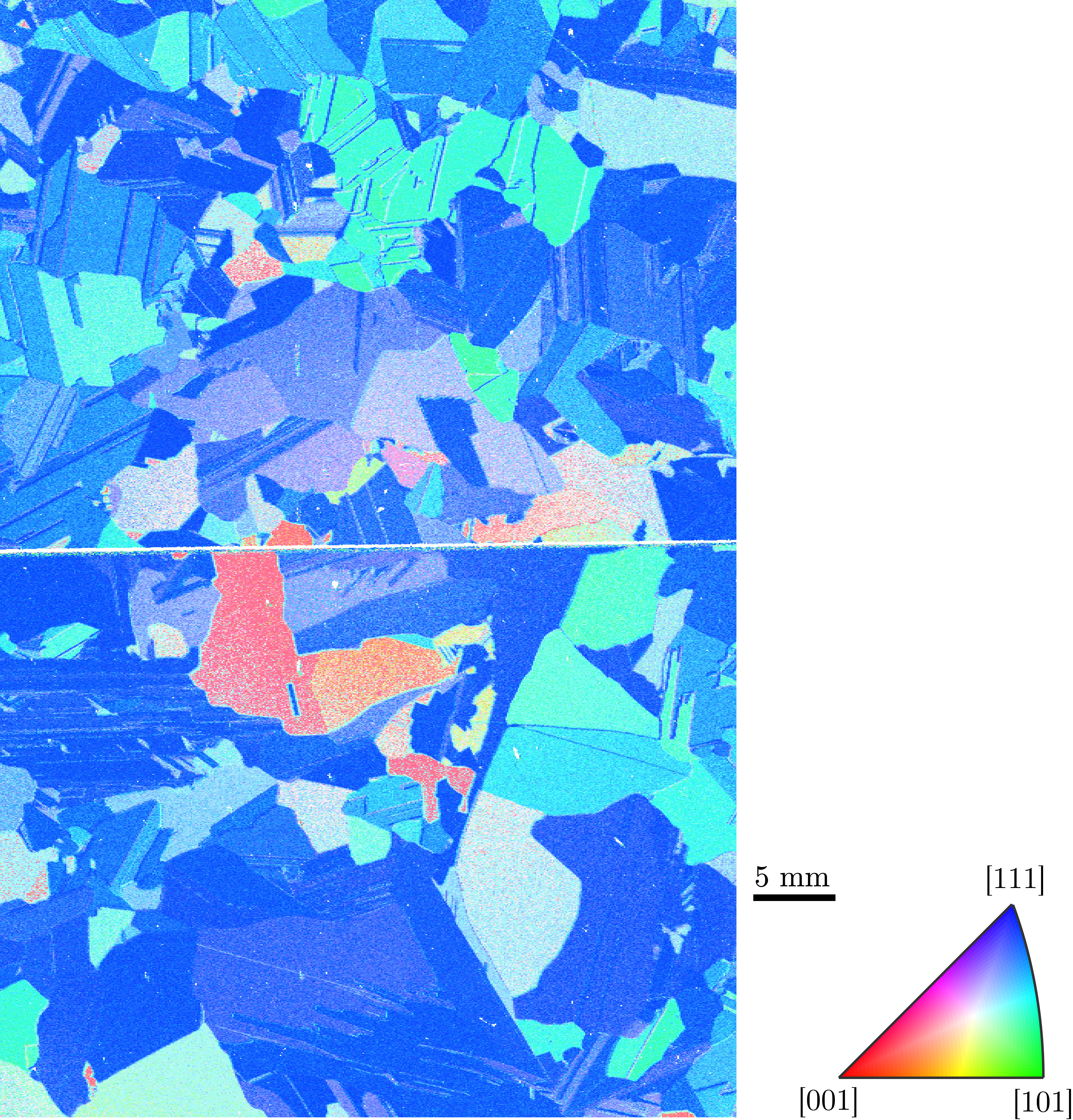
Een EBSD inverse poolfiguur geeft met een range van verschillende kleuren aan in welke oriëntatie een kristal/korrel ligt. Met deze methode kun je de microstructuur (korrelgrootte, korrelvorm etc.) samen met de textuur (kristaloriëntatie van de korrels) in één overzicht tegelijk zien. Verkregen met de SEM-EBSD methode.

Kristaloriëntatie en bijbehorende diffractie-patronen.

Het maken van een poolfiguur van een materiaal kan onder meer worden uitgevoerd middels röntgendiffractie en electron backscatter diffraction (EBSD), waarbij niet alleen de hoek θ, maar ook de hoek ψ gevarieerd wordt.